# Avanzo de cantiere
Avanzo de cantiere es el tercer disco del grupo italiano de ska-punk Banda Bassotti, publicado en 1995. Está dedicado a los 47 mineros muertos en las minas sudafricanas y a los 1135 trabajadores caídos en el puesto de trabajo en 1994 en Italia.

## Temas
Todas las canciones fueron compuestas por Angelo "Sigaro" Conti, con las excepciones de Carabina 30-30, adaptación suya del corrido mexicano del mismo título; Luna rossa, cover de Piazza Fontana del grupo Yu Kung; y Mockba '993.
Un altro giorno d'amore está dedicada al pueblo vasco, a ETA y a su lucha por la independencia y el socialismo.
La conta es una canción en memoria de la lucha armada en Italia organizada por un grupo de militantes revolucionarios pertenecientes a las Brigadas Rojas, los Núcleos Armados Proletarios, Barbagia Rossa y otras formaciones, armadas o no, de la extrema izquierda extraparlamentaria.
1. Avanzo de cantiere - 5:33
2. Beat-Ska-Oi! - 5:47
3. Luna rossa - 3:56
4. Comunicato N.38 - 4:43
5. La conta - 4:43
6. Potere al popolo - 5:56
7. Viva Zapata! - 3:56
8. Un altro giorno d'amore - 3:55
9. Mockba '993 - 4:58
10. Carabina 30-30 - 3:08
11. Andrò dove mi porteranno i miei scarponi - 5:17

## Formación
- Angelo "Sigaro" Conti - guitarra, voz
- Gian Paolo "Picchio" Picchiami - voz
- Fabio "Scopa" Santarelli - guitarra y coros
- Peppe - batería
- Michele Frontino - bajo
- Francesco "Sandokan" Antonozzi - trombón
- Stefano Cecchi - trompeta
- Sandro Travarelli - trompeta
- Maurizio Gregori - saxo
- David Cacchione - representante
- Luca Fornasier - gestor de transporte